# 希尤米县
希尤米县（英語：Shi Yomi district）是印度阿鲁纳恰尔邦的一个县，首府位於塔托（Tato）。该县完全位于中印争议的“藏南地区”中，中华人民共和国不承认印度对其主权，行政区划上划归西藏自治区管辖。
希尤米县于2018年12月9日自西桑朗县析置。